# Нова експрес
«Нова експрес» (англ. Nova Express) — роман американського письменника Вільяма Берроуза 1964 року. Його було написано з використанням методу «згортання» — версії методу розрізання, розробленого Берроузом разом із Брайоном Ґайзіном, який полягає в згортанні фрагментів різних текстів у роман. Він є частиною трилогії «Нова» або «Трилогія нарізки» разом із «М'яка машина» і «Квиток, що вибухнув». Берроуз вважав трилогію «сиквелом» або «математичним» продовженням «Голого ланчу».
«Нова експрес» був номінований на премію Nebula за найкращий роман у 1965 році. Його вказано в книзі Девіда Прінгла «Наукова фантастика: 100 найкращих романів» 1985 року.
У 2014 році видавництво Grove Press опублікувало видання «Відновлений текст» за редакцією Олівера Гарріса, яке включало низку виправлень і додало вступ і розлогі примітки. У вступі наголошується на обережності, з якою Берроуз використовував свої методи та встановив складну історію рукописів тексту.

## Інтерпретація
«Нова експрес» — це соціальний коментар про контроль над життям людини та машини. The Nova Mob — Семмі М'ясник, Зелений Тоні, Залізні кігті, Коричневий художник, Джекі Блу Нот, Вапняк Джон, Іззі Пуш, Гамбургер Мері, Педді Стінг, Підсвідомий Малюк, Блакитний Динозавр, Містер і місіс Д — це віруси, «визначені як тривимірна координатна точка контролера» … «які вторгаються в людське тіло і в процесі виробляють мову». Ці злочинці Nova Criminals представляють суспільство, культуру та уряд і захопили контроль за допомогою слова та зображення. У боротьбі за владу інспектор Лі та решта поліції Нової залишаються боротися за решту людства. «Нову поліцію можна порівняти з апоморфіном, регулюючою інстанцією, яка не потребує продовження роботи та не має наміру продовжувати свою роботу після завершення своєї роботи». Поліція зосереджена на «залежностях першого порядку наркоманів, гомосексуалістів, дисидентів і злочинців; якщо ці злочинці зникнуть, поліція повинна створити більше, щоб виправдати своє власне виживання». Існування поліції Нової залежить від Злочинців Нової; якщо зникають злочинці, зникає і поліція. «Вони діють як апоморфін, ліки від морфінової залежності, які не викликають звикання, які Берроуз використовував і потім рекламував протягом багатьох років».
Головною темою роману є контроль, і Берроуз намагається використовувати мову, щоб зруйнувати стіни культури, найбільшої машини контролю. Він використовує інспектора Лі, щоб висловити власні думки про світ. «Мета моєї роботи — викрити і заарештувати новоявлених злочинців. У „Голому обіді“, „М'якій машині“ та „Новому експресі“ я показую, хто вони, що вони роблять і що вони зроблять, якщо їх не заарештують. […] З вашою допомогою ми можемо захопити студію „Реальність“ і повернути їхній всесвіт „Страху смерті“ та „Монополії“». Коли Берроуз бореться з собою, тим, що є людиною, і тим, що таке «реальність», він виявляє, що мова є єдиним способом зберегти панування над «потужними інструментами контролю», які є найпоширенішими ворогами людського суспільства..

## Рецензії
Хоча «Голий обід» був першим шоком для літературної спільноти, «Нова експрес» вважався кінцем стилістичного експерименту Берроуза та трилогії «Нова». Роман отримав більше похвали сам по собі, оскільки його часто порівнювали з іншими книгами трилогії та «Голим обідом». Ерік Моттрам заявив, що хоча «повторювані наркотичні та гомоеротичні фантазії Берроуза стають нудними в розділах його третього роману… саме з цих одержимостей розвивається його найпотужніший твір».
Рецензуючи роман для жанрової аудиторії, Джудіт Мерріл порівняла «Нова експрес» із «сюрреалістичністю певних снів або напруженим захопленням плутаниною нових вражень у реальному житті».